# La Trinidad (Malaga)

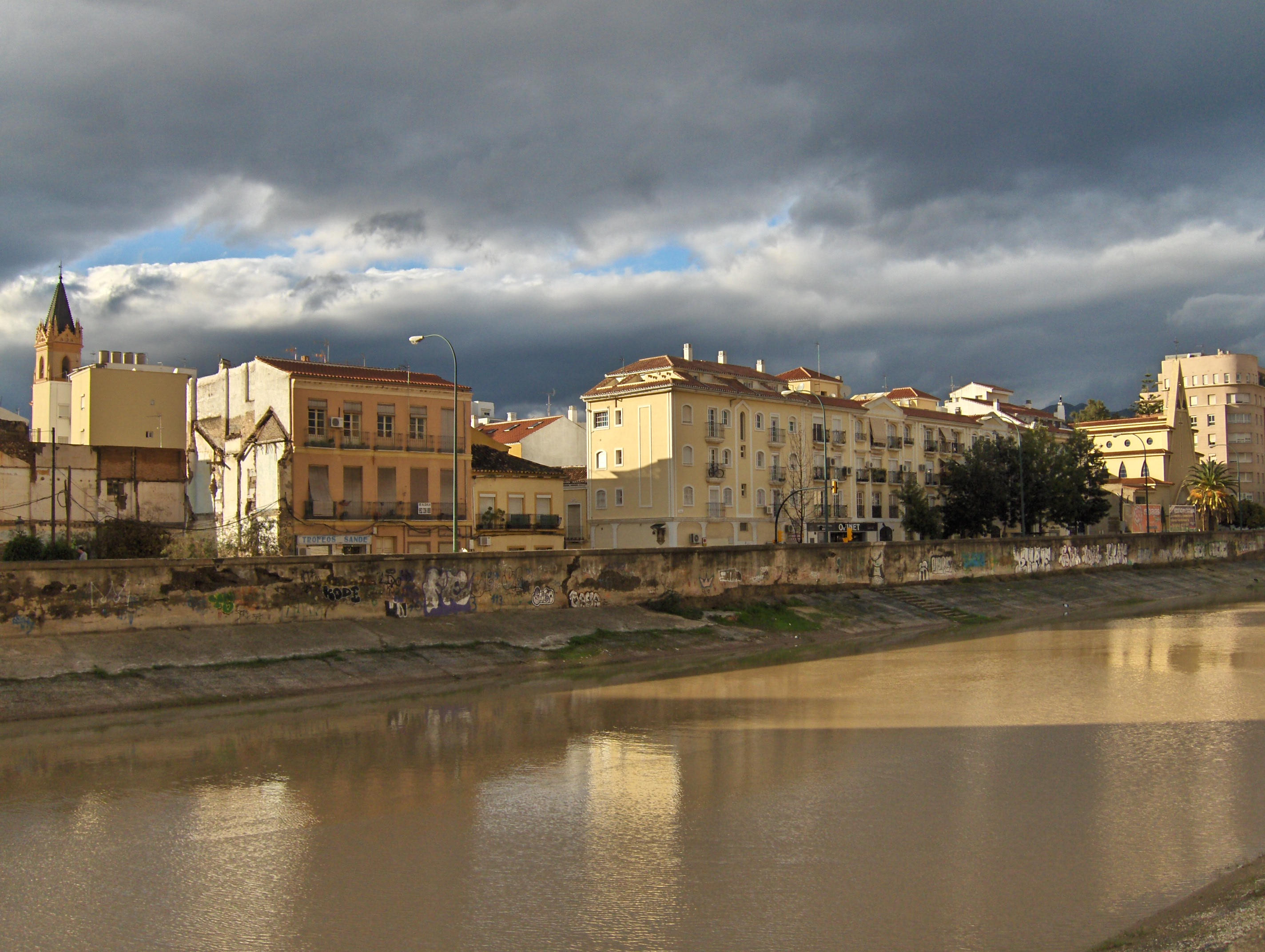
Il quartiere visto dal fiume

La Trinidad è un quartiere storico e popolare della città di Malaga che si tra il  Distretto Centro (o Distretto 1) e Bailén-Miraflores 
Secondo le delimitazioni ufficiale del comune, confina a sud con i quartieri di El Perchel e Mármoles, a ovest con  Gamarra, Haza del Campillo, Camino de Suárez, La Bresca e Victoria Eugenia, a nord con Martiricos e Arroyo de los Ángeles a est con il fiume Guadalmedina che lo separa dal quartiere La Goleta. É uno dei quartieri più grandi della città.

## Edifici e luoghi d'interesse

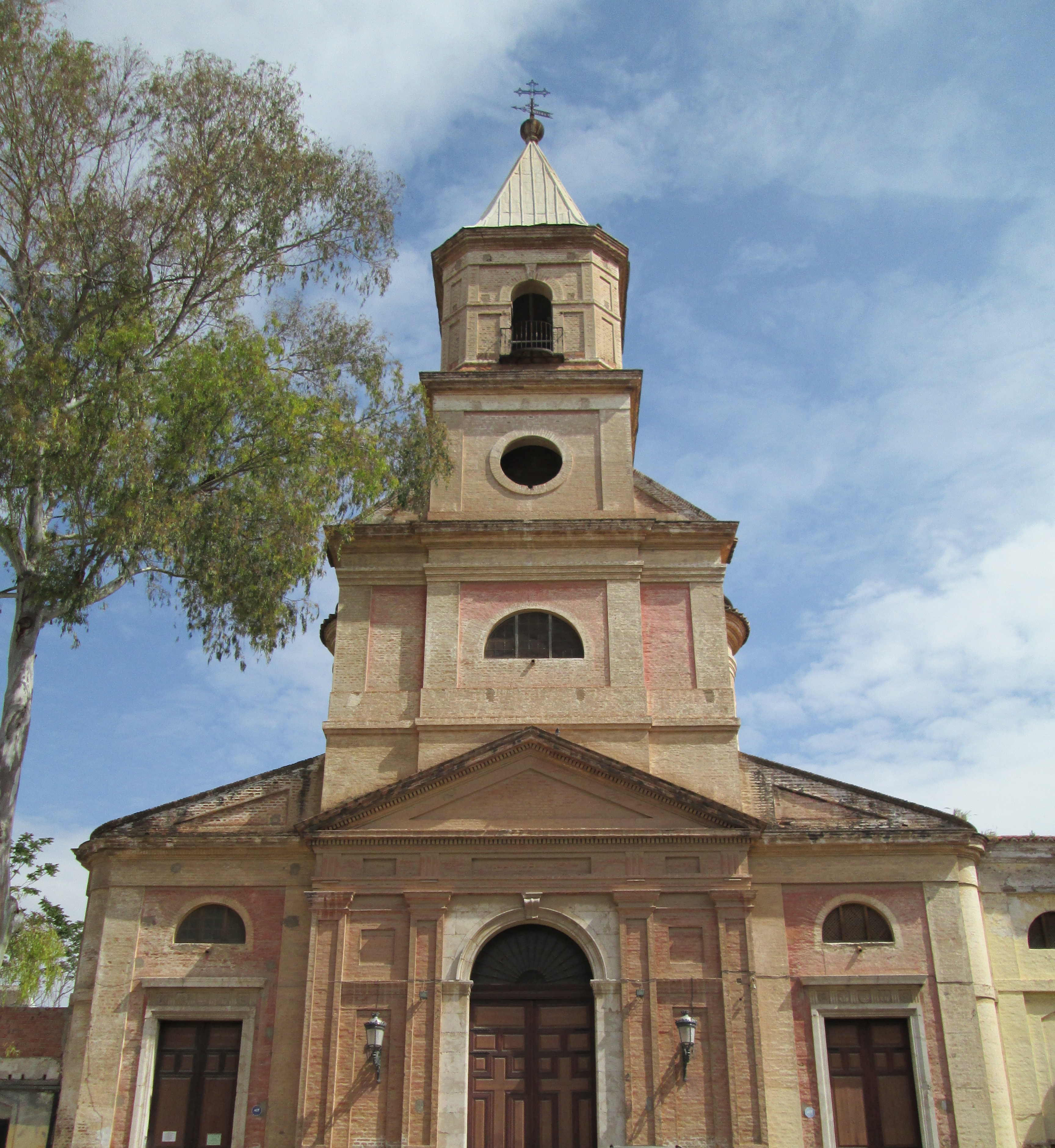
Chiesa della Trinità

### Architetture religione
- Convento della Trinità
- Chiesa della Trinità e convento della Pace
- Chiesa di San Paolo
- Chiesa Fátima

### Architetture civili
- Ospedale civile
- Alcubilla de Aguas de la Trinidad
- Corralón de la Aurora
- Viviendas
- Archivo Histórico Provincial